# Dia (Insel)
Dia (griechisch Δία auch Ντία (f. sg.)) ist eine unbewohnte griechische Insel nördlich Kretas. Sie gehört zum Gemeindebezirk Gouves der Gemeinde Chersonisos.

## Lage
Die Insel Dia liegt im Kretischen Meer (Κρητικό Πέλαγος), nördlich des Golfs von Iraklio (Κόλπος του Ηρακλείου), etwa 12 km von Iraklio, der größten Stadt Kretas entfernt. Die durchschnittliche Länge in Ost-West-Richtung beträgt etwa 5 km und in Nord-Süd-Richtung etwa 3 km. Mit einer Fläche von etwa 11,9 km² ist Dia nach Gavdos die zweitgrößte der etwa 90 um Kreta gelegenen Inseln und kleinsten Inselchen. Die höchste Erhebung Mavromouri (Μαυρομούρι) der mäßig bergigen Insel erreicht eine Höhe von 268 m. An der Nord- und Ostküste gibt es Steilküsten. Die Linie der Südküste ist von vier Buchten durchsetzt: Agios Georgios  im Westen, dann Kapari, Panagia und schließlich Agrilia im Osten. Die kleine Felseninsel Glaronisi (auch Petalida) liegt etwa 1,5 km westlich und Paximadi 3,1 km östlich der Hauptinsel.

## Geschichte
Aufgrund noch nicht erfolgter archäologischer Erforschungen können keine Aussagen über die erste Besiedlung gemacht werden. Jedoch spielte Dia seit Alters her als Orientierungspunkt eine wichtige Rolle für die Navigation im Kretischen Meer, besonders von der minoischen Zeit bis zum Mittelalter. Den frühen Seefahrern boten die vier Buchten an der Südseite gute Ankermöglichkeiten und Schutz vor den vorherrschenden Winden aus nördlichen Richtungen.
In der antiken Literatur wird die Insel mehrfach erwähnt.
In der Agios Georgios-Bucht im Südwesten entdeckte Mitte der 1970er Jahre der französische Meeresforscher Jacques-Yves Cousteau einen minoischen Hafen mit Siedlung.
Einen Kriegshafen und ein Wrack aus byzantinischer Zeit konnten unter der Leitung der Unterwasserarchäologin Elpida Hadjidaki-Marder nachgewiesen werden. Vermutlich diente der Hafen dem byzantinischen Kaiser Nikephoros II. Phokas 960 n. Chr. als Basis der Rückeroberung Candias von den Sarazenen, die Kreta ab 826 erobert hatten.
Während der venezianischen Zeit war die Insel unter dem Namen Standia bekannt, die geschützten Buchten im Osten wurden bis ins 19. Jahrhundert als Handelshafen, anstelle des zu kleinen und flachen Hafens von Candia (heute Iraklio), für große Handelsschiffe benutzt. Um die Eroberung der Stadt Iraklio durch das Osmanische Reich im 17. Jahrhundert abzuwenden, diente sie der Republik Venedig unter der Führung von Francesco Morosini und ihren Verbündeten als Stützpunkt.
Die Insel steht seit 1938 unter Verwaltung der griechischen Forstbehörde. Sie hat im Westteil der Insel ein ständig bewirtschaftetes Verwaltungsgebäude errichtet sowie mehrere Bungalows. Eine Piste führt von der im Westen gelegenen Bucht Agios Georgios in den Norden der Insel und endet an der Bucht Agrilia im Osten.
Heute werden von Iraklio in der Hauptsaison Badeausflüge in die Agios Georgios-Bucht, wo sich auch eine Taverne befindet, sowie Tauchausflüge in die Agrilia-Bucht angeboten.

## Natur
Die Insel besteht aus Kalkgestein der Tripolitza-Serie. Das Bild der Vegetation der Insel ist durch die Nähe der Großstadt Iraklio, die jahrhundertelange intensive Nutzung der Insel und das Aussetzen von Wildkaninchen als Jagdwild und von Wildziegen aus Naturschutzgründen geprägt. Das Landschaftsbild der Insel wird durch die Kleininsel-Lage und Kaninchenbeweidung in der Artenzusammensetzung bestimmter artenarmer Phrygana geprägt, deren dominante Art die Dornige Bibernelle (Sarcopoterium spinosum) ist. In den westlichen Inselteilen kommen locker stehende, niedrige Mastixsträucher (Pistacia lentiscus) dazu und bilden ein etwas weiter fortgeschrittenes Sukzessionsstadium. Vielfältiger sind die kleinen, in die Buchten der Südküste mündenden Schluchten, auf deren Talgrund eine artenreichere Phrygana mit Thymbra-Bergminze (Satureja thymbra) und Griechischem Dost siedelt. Die umgebenden Steilhänge und Felswände tragen eine endemitenreiche Felsvegetation. Einige durch Feldsteinmauern begrenzte Ackerparzellen werden noch bewirtschaftet.

### Flora
Bislang wurden 166 Farn- und Samenpflanzen-Arten auf Dia und den benachbarten Kleininseln gefunden. Nach aktuellem Kenntnisstand gibt es auf der Insel eine endemische Art, den mit dem Herbst-Blaustern verwandten, aber viel größeren und polyploiden Prospero talosii. Carlina diae ist von Dia beschrieben worden, wurde später aber auch auf den Dionysaden und dem kretischen Festland gefunden. Als auf den Ägäischen Inseln weiter verbreitete, auf dem kretischen Festland aber fehlende Kleininsel-Spezialisten kommen Atriplex recurva, Lavatera arborea (nur auf Glaronisi), Muscari dionysicum und Trigonella rechingeri auf Dia vor. Eine größere Anzahl kretischer Endemiten hat die Insel erreicht, unter denen die Felsbewohner Asperula tournefortii, Petromarula pinnata, Staehelina petiolata und Verbascum arcturus sowie die einjährige, auch auf dem Festland seltene Phrygana-Bewohnerin Campanula creutzburgii beachtenswert sind. Weitere bemerkenswerte Arten sind das auf Kreta und umliegenden Inseln seltene Bellium minutum, die nach Öffnung des Suez-Kanals vom Roten Meer ins Mittelmeer eingewanderte und vor den Küsten der Insel gefundene Meerwasserpflanze Halophila stipulacea und die auf Dia ihren regionalen Vorkommensschwerpunkt besitzende Ononis mitissima.

### Fauna
Um das Überleben der auf dem kretischen Festland stark bedrohten Kretischen Wildziegen zu sichern, wurden 1958 Tiere auf der Insel ausgesetzt. Die Tiere verursachten massive Schäden an der Inselflora, vor allem an Carlina diae, weshalb schon früh gefordert wurde, die Ziegen wieder von der Insel zu entfernen. Von der Forstverwaltung wurde ein Zaun quer über die Insel gezogen, der die Tiere vom westlichen Inseldrittel aussperrt und nur durch ein Tor an der Inselpiste passierbar ist. Mittlerweile hat sich herausgestellt, dass sich unter diesen Tieren Einkreuzungen mit Hausziegen befinden. Deshalb hat die Forstbehörde beschlossen, alle Ziegen von der Insel zu nehmen. Trotz der ungelösten Schutzzielkonflikte wird beabsichtigt, nach einer Regenerationsphase für die Vegetation wieder reinrassige Kretische Wildziegen anzusiedeln.
Bereits Sieber, der die Insel Dia vom 7. bis zum 9. Januar 1817 besuchte, berichtet von den Wildkaninchen der Insel, die diese in großer Zahl bevölkern. Es kann angenommen werden, dass die Tiere im 18. Jahrhundert oder früher als Jagdwild auf Dia ausgesetzt wurden. Die Kaninchen der Insel Dia wurde im Jahre 1905 als eigene, endemische Unterart (Oryctolagus cuniculus cnossius) beschrieben. Der taxonomische Status dieser Unterart wird allerdings angezweifelt.
Daneben existiert auf Dia eine Population der Kreta-Mauereidechse (Podarcis cretensis). Die Art ist auf der nationalen Roten Liste als gefährdet (VU – Vulnerable) und auf der Internationalen als stark gefährdet (EN – Endangered) eingestuft.
Die Griechische Vogelschutzorganisation (Ελληνική Ορνιθολογική Εταιρεία), Partner von BirdLife International, zählt Dia zu den zehn wichtigsten Vogelschutzgebieten Griechenlands, da Eleonorenfalken die Insel jährlich als Brutgebiet aufsuchen. Die vom Aussterben (CR – Critically Endangered) bedrohte Mittelmeer-Mönchsrobbe hat ihren Lebensraum in den Gewässern um die Insel.

### Naturschutz
Dia wurde ins Natura-2000-Netz der Europäischen Union als GR 4310003 Dia Island (Νήσος Δία) integriert und Teile davon zugleich als IBA („Important Bird Area“)-Gebiet GR 189 Dia Island (Νήσος Δία) eingestuft.

## Karte
Crete / Κρήτη, Eastern Part 2, Touring Map, 1:100.000 (Karte). Harms ic Verlag, 1997, ISBN 3-927468-17-7.